# Nuestra Señora de Lipá
Nuestra Señora de Lipá, conocida también como María, Mediadora de Todas las Gracias (en inglés: Mary, Mediatrix of All Grace; en tagalo: María, Tagapamagitan ng Lahat ng Biyaya) es una advocación mariana que hace referencia a la aparición que supuestamente tuvo lugar el 18 de agosto de 1948, en el monasterio carmelita de Lipá, Batangas, Filipinas, a una antigua postulante carmelita, Teresita Castillo. La estatua original dedicada a conmemorar dicha aparición es venerada en el monasterio donde ocurrieron los hechos.
Declarada inicialmente como "no sobrenatural" tras una investigación realizada por seis obispos filipinos encabezados por el cardenal Rufino Santos el 11 de abril de 1951, el caso fue reabierto en 1991 por el obispo local. El 12 de septiembre de 2015, el arzobispo de Lipá Ramón Argüelles, en contra de las indicaciones explícitas de la Santa Sede y de la Conferencia Episcopal de Filipinas, aprobó formalmente las apariciones, declarándolas "de carácter sobrenatural y dignas de creencia. En respuesta, la Congregación de la Doctrina de la Fe, el 11 de diciembre de 2015, declaró que la aparición no era sobrenatural. El arzobispo de Lipa recibió la copia oficial del veredicto final el 31 de mayo. El 1 de junio de 2016, el arzobispo Arguelles emitió una declaración pública en la que se retractaba de su juicio episcopal sobre el polémico asunto, volviendo a la decisión emitida por la Santa Sede.

## Nombre
La advocación de Nuestra Señora de Lipá es honrada bajo el título de Mediadora de todas las gracias. Este sobrenombre tiene sus orígenes en Bélgica donde comenzó la devoción bajo este título. Este mismo culto mariano fue consagrado por los obispos católicos en China a partir de 1946.[cita requerida] En Lipá, el título es escrito en singular y mayúscula (siendo "María Mediadora de Toda Gracia"). Sor Teresita ha confirmado que "Toda Gracia" se refiere a Jesús o a Dios (a quien se referiere también, como "Todo Santo", "Todopoderoso", "Todo Conocedor").

## Apariciones de 1948 en el Carmelo, Lipá

Jardín del Carmelo, Lipa con la vid en la que se apareció la Virgen en 1948

El 18 de agosto de 1948, Teresita Castillo, entonces postulante en el monasterio, percibió un celestial olor, y al entrar en su habitación vio a una hermosa dama vestida de blanco que le habló: "No temas hija mía, me ha enviado Aquel que ama sobre todas las cosas. Vengo con un mensaje...". La señora le pidió a Castillo que lavara y besara los pies de su priora, y que después bebiera el agua usada. La señora dijo que el lavatorio era "señal de humildad y obediencia".
Según el relato, el 12 de septiembre de 1948, Castillo se encontraba en el jardín del convento y notó que una enredadera se agitaba sin que soplara el viento. Escuchó entonces la voz de una mujer que le ordenaba visitar el jardín durante 15 días consecutivos. Al día siguiente, 13 de septiembre, Castillo acudió al lugar a las 17:00 horas, se arrodilló y pretendió rezar el Ave María. En medio de la oración, sopló viento, la enredadera del jardín se movió y apareció una hermosa dama. Castillo describió a la dama con las manos juntas en oración y un rosario de oro en la mano derecha. La señora le pidió que rezara por los sacerdotes y las monjas.
El 14 de septiembre, empezaron a llover pétalos de rosa dentro del monasterio, y algunas de las monjas notaron pétalos de rosa fuera de sus pasillos. De nuevo a las 5:00 p. m., la señora se apareció una vez más en la parra y dijo: "Deseo que este lugar sea bendecido mañana". "¿A qué hora, Madre?", preguntó Castillo. "Cuando tu Madre Priora quiera, hija mía. Te prohíbo que olvides los incidentes de estos quince días". Luego la señora desapareció.
La priora, María Cecilia de Jesús, decidió consultar con Alfredo Obviar, obispo auxiliar de Lipa y director espiritual de las monjas. El obispo dio instrucciones a la priora para que exigiera a la señora pruebas de que venía del cielo.
Días después de la primera lluvia de pétalos de rosa, la ceguera total afectó a Castillo. María Cecilia de Jesús oyó entonces la voz de una mujer que le decía que besara los ojos de la postulante para que ésta recuperara la vista. En presencia de Obviar, la priora levantó el velo de Castillo y besó los ojos de la postulante. Inmediatamente, la niña recobró la vista y Obviar dejó de dudar de las apariciones.

## Descripción de la aparición
Según Teresita Castillo, la Virgen María estaba ligeramente encorvada y vestida de blanco, con un estrecho cinturón de tela alrededor de la cintura. Su rostro era radiante, y sus estatuas suelen mostrar su cabello oscuro cayendo por su espalda bajo un velo blanco. Tiene las manos juntas sobre el pecho y un rosario de oro en la mano derecha. Aparece descalza sobre unas nubes a medio metro del suelo.

### Acontecimientos posteriores
Según una entrevista posterior con la priora, la Madre María del Sagrado Corazón y la hermana María Baltasar recibieron la orden de quemar varias cajas que contenían folletos, novena, pétalos de rosa y otra parafernalia relacionada con la aparición, incluido el diario personal de Castillo. Las hermanas también recibieron la orden del obispo de arrojar la imagen de la Virgen a una hoguera, pero en su lugar la escondieron por piedad.
La propia Castillo en una entrevista dijo que se había reunido con el Nuncio Apostólico en Filipinas Cardenal Egidio Vagnozzi en 1951, y le dijo que ya había abandonado el monasterio para buscar tratamiento médico. Vagnozzi lo desaprobó enérgicamente, llamó Diablo a Castillo y le pidió que abandonara su presencia, tratando incluso de empujarla por la puerta. Castillo rompió a llorar y le suplicó su bendición, que le negó.
El entonces arzobispo de Lipa, Ramón Argüelles, señaló que el obispo auxiliar Obviar y el obispo de Lipa Verzosa, que formaban parte de la comisión, se vieron obligados a abandonar la investigación debido a su falta de jurisdicción sobre Lipa.[cita requerida] En una entrevista televisada con ABS-CBN, Argüelles dijo que no se recopilaron documentos ni llegaron a la Santa Sede en 1951, lo que provocó su inmediato rechazo. En 1991, se inició de nuevo una petición para aprobar la aparición.

## Investigación eclesiástica, aprobación canónica y revocación por el Vaticano
Un primer informe de investigación de 1951 fue firmado por seis obispos católicos y declaraba que las apariciones de Lipa eran un engaño y "no sobrenaturales". Un obispo se retractó más tarde en su lecho de muerte, y se abrió una segunda investigación en 1991.
El 21 de mayo de 1990, el entonces arzobispo de Lipa, Mariano G. Gaviola, permitió que la venerada imagen de Nuestra Señora fuera expuesta de nuevo, después de 40 años de estar prohibida al público. La devoción se reavivó y los devotos aumentan hasta nuestros días.
El 17 de abril de 2005, Argüelles emitió una circular en la que afirmaba no encontrar objeción alguna a la devoción bajo esta advocación mariana. La Archidiócesis de Lipa respalda actualmente la devoción mariana bajo esta advocación, que no está expresamente prohibida siempre que no vaya en contra de la doctrina eclesiástica. En la provincia de Batangas, los obispos locales suelen tolerar la devoción, que ha atraído a adeptos entre los que se encuentran celebridades y políticos filipinos.
El 3 de marzo de 2011, el Papa Benedicto XVI recibió una estatua de la aparición de manos del obispo Guillermo Afable durante la Conferencia Episcopal de Filipinas. Visita ad limina El 9 de marzo de 2011, una estatua de tamaño natural traída por los obispos filipinos fue expuesta públicamente en la audiencia papal general de los miércoles en el Aula de Audiencias Pablo VI.
El 12 de septiembre de 2015, Argüelles dio a conocer formalmente los resultados canónicos de la investigación iniciada por la archidiócesis, declarando que las apariciones marianas eran "de carácter sobrenatural y dignas de piadosa creencia". En la actualidad, un postulado para la Coronación canónica está pendiente de ser presentado al Papa Francisco para su aprobación pontificia.
Sin embargo, en mayo de 2016, la Sagrada Congregación de la Doctrina de la Fe (CDF) del cardenal Gerhard Mueller desautorizó al arzobispo y rechazó su decreto de 2012 en el que declaraba auténticas las supuestas apariciones marianas en Batangas en 1948. El propio Arguelles reveló la decisión de la CDF en un comunicado de la archidiócesis el 31 de mayo. En su decreto, la Congregación afirmaba que el Papa Pío XII había hecho una confirmación definitiva en 1951 contra las supuestas apariciones declarando que "no eran de origen sobrenatural", que la autoridad local no tenía autoridad para invalidar.

## Veneración

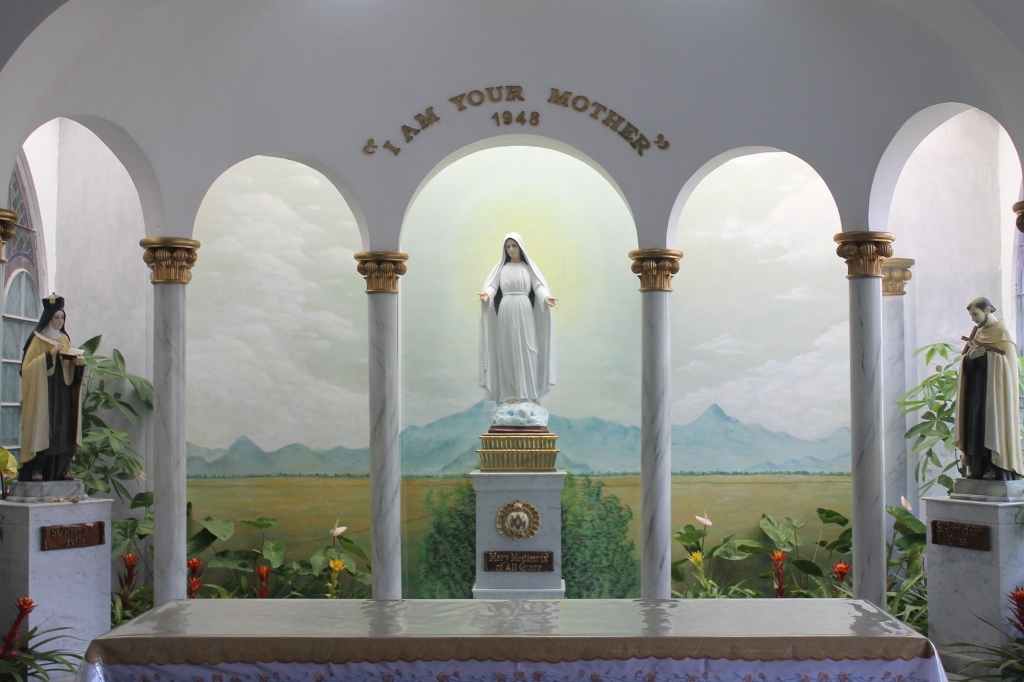
Capilla lateral de la iglesia del monasterio, donde actualmente está consagrada la imagen de María, Medianera de Todas las Gracias.

La presidenta Gloria Macapagal Arroyo, asidua visitante del convento, firmó en 2007, en la  Fiesta de la Asunción, la Proclamación N.º 1362, por la que se declara cada 12 de septiembre "Día Nacional de Oración por la Paz y la Reconciliación" en honor a las apariciones de Lipa.
La antigua embajadora de Filipinas ante la Santa Sede, Mercedes Arrastia Tuason, es devota de las apariciones, y exhibe una gran estatua de Nuestra Señora Mediadora de Todas las Gracias en su oficina consular en Roma. Emma de Guzman, supuesta vidente, estigmatizada y fundadora del Grupo Internacional de Oración "La Piedad", sancionado por la Iglesia, dijo que María había declarado ser "la Mediadora de pie frente al Mediador".
Durante su visita a Tacloban el 17 de enero de 2015, el Papa Francisco veneró una réplica de la imagen en la residencia de la Arzobispo de Palo.
El 1 de junio de 2015, una réplica de la imagen fue venerada y procesionada en la Iglesia de Santa Catalina, contigua a la Basílica de la Natividad de Belén, y contó con la presencia del Custodio de Tierra Santa, Pierbattista Pizzaballa, OFM.